# Grupo de unidades
En matemáticas, y más particularmente en álgebra, un elemento u de un anillo unitario (A,+,×) se llama unidad de este anillo, o invertible en este anillo, cuando existe una aplicación v verificando sobre A:
- uv = vu = 1A; (donde 1A es el elemento neutro de A para la segunda ley).

El elemento neutro 1A y su opuesto −1A siempre forman parte de A.
Las unidades de un anillo forman un grupo con respecto a la multiplicación del anillo, llamado grupo de unidades o grupo de invertibles de este anillo, a menudo denotado como U(A) o A×, que no debe confundirse con el conjunto A* de los elementos distintos de cero de A.
Los grupos de unidades se utilizan ampliamente en toda la teoría de anillos. En el caso particular del anillo de los números enteros algebraicos de un cuerpo de números algebraicos, este grupo tiene una estructura conocida, gracias al teorema de las unidades de Dirichlet.

## Motivación
En un anillo conmutativo unificado A, un múltiplo de un elemento a es el producto de a por un elemento b. El conjunto de múltiplos de a, denotado como aA, es el ideal principal generado por a. El comportamiento de a con respecto a la ley del producto depende de las propiedades del ideal que genera. Los conceptos de elemento irreducible o elemento primo son ejemplos de este concepto.
Si b es un elemento de A, entonces para cualquier u invertible en A, los elementos a = ubyb generan el mismo ideal principal. Las propiedades de divisibilidad no permiten distinguir a y b: se dice que están asociados. Por ejemplo, en el anillo Q[X] de polinomios con coeficientes racionales, los polinomios (X2 + 1) y (2X2 + 2) están asociados. Estos dos polinomios, que son irreducibles en Q, dividen (X4 - 1). La unicidad de la factorización prima solo se puede garantizar si se asocian los dos polinomios para considerarlos solo como un representante único.
El máximo común divisor (mcd) y el mínimo común múltiplo (mcm) también se definen a partir de los ideales principales y la multiplicación del módulo por un invertible. Por ejemplo, en un anillo conmutativo A, «el» mcm de a y b está bien definido si la intersección de los ideales generados por a y b es un ideal principal; y cualquier elemento que lo genere es un mcm de a y b.
Siempre que sea posible, se utiliza un único representante de una clase de elementos asociados. Por ejemplo, en el caso de los polinomios, se agrega la condición unitaria para definir un polinomio irreducible (es decir, que el coeficiente de su monomio dominante sea igual a uno). Para el anillo Z de los números enteros relativos, un número llamado primo debe ser positivo, nunca se considera el elemento negativo, incluso si existiera.

## Definiciones y propiedades

### Grupo de unidades
El grupo U(A) de los inversos multiplicativos de un anillo unitario A (o grupo de unidades, o nuevamente, si A es un cuerpo, grupo multiplicativo) es el grupo de elementos simetrizables del monoide (A, ×).
Es por tanto funtorial con respecto a A, es decir, que por restricción, cualquier morfismo entre dos anillos induce un homomorfismo de grupos entre sus grupos de invertibles.
En particular, si C es un subanillo unificado de A, entonces su grupo de unidades U(C) es un subgrupo de U(A).

### Divisibilidad
(Si el anillo no es conmutativo, existen construcciones similares al invertir a la derecha y a la izquierda; si es conmutativo, las dos construcciones coinciden).
En un anillo unificado, se dice que x está asociado con y si existe un elemento u invertible tal que x = uy. Claramente es una relación de equivalencia (sus clases están además en las órbitas de acción del grupo de unidades U(A) en A por multiplicación a la izquierda).
Existe una relación binaria denominada divide definida por:
x divide a y (a la derecha) si hay un elemento a del anillo tal que y = ax.
Es un conjunto preordenado (es decir, posee una relación reflexiva y una relación transitiva) con el que la relación de asociación es compatible:
si x divide a y entonces cualquier elemento asociado con x divide a cualquier elemento asociado con y.
De hecho, la asociación es más fina que la relación de equivalencia deducida del preorden:
si x e y están asociados, entonces x divide a y e y divide a x.
Para un dominio de integridad, la conversión lógica es verdadera, es decir, estas dos relaciones de equivalencia coinciden.
| Demostración |
| Si (x divide a y); y si (y divide a x); entonces existen dos elementos u y v tales que (y = ux) y (x = vy), lo que demuestra que (x = uvx). Si x es cero, entonces (y = ux = 0 = x). Si x es distinto de cero, dado que el anillo es integral, uv es igual a 1, y entonces u y v son unidades. Se concluye que x está asociado con y. |

Su relación de equivalencia es entonces la misma, por lo que la relación de preorden divide a induce una relación de orden en las clases (un conjunto preordenado) de elementos asociados.
El conjunto de clases de asociación, provisto con este orden, es isomorfo al conjunto de ideales principales a la izquierda del anillo, ordenado por la relación «contiene». En efecto,
| Enunciado: a divide a b si y solamente si Aa contiene a Ab |

(por lo tanto, a y b están asociados si y solo si Aa=Ab).

## Ejemplos

### Entero relativo
El grupo de unidades del anillo de enteros relativos se compone de dos elementos, 1 y –1. El anillo es principal, por lo tanto, cualquier ideal distinto de cero admite exactamente dos antecedentes por la aplicación que a un elemento a le asocia aZ. Los dos antecedentes son a y -a.
Para evitar ambigüedades, por lo tanto, solo se habla del representante positivo. Así, un número primo (como el anillo es principal, la noción de irreducibilidad y la de primalidad se confunden y generalmente solo se habla de un número primo) en Z es por convención siempre positivo, un mcd o un mcm también son por definición siempre positivos. Esta elección permite obtener, sin ambigüedad, una descomposición en factores primos que es única excepto por una permutación; a diferencia del caso de los números enteros positivos, donde la descomposición también contiene un factor elegido del grupo de unidades, ya sea 1 o –1.

### Polinomio
En el caso de que los coeficientes del polinomio estén en un campo K, entonces el grupo de unidades del anillo de dichos polinomios es igual a K*, y ninguna convención análoga al caso anterior plantea la ambigüedad.
Como antes, el anillo es principal, las nociones en los polinomios de elemento primo y de elemento irreducible todavía se confunden. La tradición dicta el uso del término irreducible. Se dice que un polinomio es irreducible si, y solo si, cualquier descomposición en dos factores contiene una unidad, y si no es constante.
Sin embargo, cualquier clase de equivalencia de la relación de asociación contiene un polinomio unitario único, es decir, un polinomio cuyo coeficiente dominante es igual a 1. Por lo tanto, generalmente se denomina mcm o mcd al polinomio unitario que genera el ideal, por lo que la unicidad aún está presente. Asimismo, el teorema de factorización prima generalmente se expresa en términos de un polinomio unitario irreducible y se restaura la unicidad al orden de los elementos. Esta descomposición contiene un elemento de factor adicional de K*.
Si los coeficientes del polinomio se eligen de Z, entonces el grupo de unidades es igual a {1, –1}. Es habitual tomar una convención análoga al caso de los números enteros relativos. Así, el polinomio irreducible de una descomposición en factores primos, un mcm o un mcd se elige con un coeficiente dominante positivo. Esta convención no es general.
En el caso de que el polinomio tenga coeficientes en cualquier anillo, ninguna convención normaliza un representante canónico de una clase de asociación.

### Entero de Gauss
Los enteros gaussianos forman un dominio euclídeo, y por lo tanto principal. Se mencionan indistintamente como números primos gaussianos o enteros irreducibles. El grupo de unidades contiene cuatro elementos: [1, –1, i y –i]. No se requiere ninguna restricción más en particular.
Por lo tanto, se dice que un entero gaussiano es irreducible si, y solo si, cualquier división en dos factores contiene una unidad y no es un elemento del grupo de unidades. Por ejemplo, [3, –3, 3i y –3i] forman un conjunto de números primos gaussianos. Si a y b son dos enteros gaussianos, entonces hay cuatro representantes para su mcd y mcm.
La unicidad de la descomposición en factores primos se expresa "a excepción de los factores del grupo de unidades".

### Entero algebraico
En el caso general, los enteros algebraicos solo tienen una estructura de dominio de Dedekind. El anillo no es ni euclídeo ni principal, ni siquiera factorial. Por lo tanto, la ambigüedad tiene pocas consecuencias y se considera que cualquier representante (cuando existe) de un ideal posee las propiedades del ideal. Así, un entero algebraico es irreducible si, y solo si, su ideal es, independientemente de su representante en la clase de asociación.
El teorema de las unidades de Dirichlet muestra la existencia de varios elementos invertibles en la mayoría de los anillos enteros algebraicos. La igualdad (√5 + 2) (√5 - 2) = 1 es un ejemplo.
En el caso de un anillo local, este grupo es fácil de describir: es exactamente el complemento del único ideal máximo. La teoría de los números en un anillo local se simplifica así, en comparación con su versión global.

### Clases de anillo de congruencia en enteros
El grupo (Z/n Z)× de las unidades del anillo Z/nZ tiene por elementos los generadores del grupo aditivo del anillo. Su cardinalidad está dada por la función φ de Euler, su exponente está dado por la función de Carmichael.
Para un número primo p, el anillo Z/pZ es el cuerpo finito primo del cardinal p, cuyo grupo de unidades, (Z/pZ)*, de orden p- 1, es cíclico.